# Чен Астрого
Чен Астрого (нар. 25 лютого 1990) — колишня ізраїльська тенісистка.
Найвищу одиночну позицію світового рейтингу — 468 місце досягла 7 червня 2010, парну — 377 місце — 11 жовтня 2010 року.
Здобула 4 парні титули.

## Фінали ITF
| Легенда         |
| --------------- |
| Турніри $25,000 |
| Турніри $10,000 |

### Одиночний розряд: 1 (0–1)
| Результат | Дата          | Турнір        | Покриття | Суперниця    | Рахунок  |
| --------- | ------------- | ------------- | -------- | ------------ | -------- |
| Поразка   | 20 липня 2008 | Балш, Румунія | Ґрунт    | Elora Dabija | 5–7, 1–6 |

### Парний розряд: 7 (4–3)
| Результат | Ранг | Дата             | Турнір                   | Покриття | Партнерка     | Суперниці                         | Рахунок             |
| --------- | ---- | ---------------- | ------------------------ | -------- | ------------- | --------------------------------- | ------------------- |
| Поразка   | 1.   | 25 травня 2008   | Раанана, Ізраїль         | Тверде   | Марселла Кук  | Манана Шапакідзе Юлія Глушко      | 5–7, 7–6(5), [6–10] |
| Перемога  | 1.   | 15 червня 2008   | Стамбул, Туреччина       | Тверде   | Ольга Дуко    | Дессислава Младенова Пемра Озген  | 7–5, 1–6, [10–5]    |
| Перемога  | 2.   | 2 листопада 2008 | Рамла (Ізраїль), Ізраїль | Тверде   | Anna Rapoport | Angelika Aliev Xenia Suworowa     | 3–6, 6–2, [10–2]    |
| Поразка   | 2.   | 25 жовтня 2009   | Лагос, Нігерія           | Тверде   | Керен Шломо   | Ніна Братчикова Анна Герасімоу    | 4–6, 5–7            |
| Перемога  | 3.   | 1 листопада 2009 | Тель-Авів, Ізраїль       | Тверде   | Керен Шломо   | Maya Gaverova Anna Rapoport       | 6–7(5), 6–4, [10–7] |
| Перемога  | 4.   | 19 вересня 2010  | Мітилена, Греція         | Тверде   | Керен Шломо   | Башак Ерайдин Діана Ісаєва        | 6–1, 6–3            |
| Поразка   | 3.   | 26 вересня 2010  | Салоніки, Греція         | Ґрунт    | Керен Шломо   | Кім Грайдек Anastasia Mukhametova | 2–6, 3–6            |